# Энн Сотерн
Энн Сотерн (англ. Ann Sothern, 22 января 1909 — 15 марта 2001) — американская актриса, певица, номинантка на премию «Оскар» в 1988 году.

## Биография
Энн Сотерн, урождённая Харриетт Арлин Лейк, родилась в городе Валли-Сити, штат Северная Дакота. Её детство прошло в городе Сент-Пол в Миннесоте, где она окончила Центральную среднюю школу. В кино она впервые появилась в восемнадцатилетнем возрасте в 1927 году, сыграв эпизодическую роль в фильме «Бродвейские ночи». Следующие несколько лет она продолжила появляться на киноэкранах в качестве хористки в музыкальных фильмах. В 1931 году Сотерн дебютировала на Бродвее, где пела в двух мюзиклах.
В 1934 году Энн Сотерн подписала контракт с «Columbia Pictures», но после двух, не слишком плодотворных на кинороли лет, контракт был разорван. В 1936 году она перешла на студию «RKO», но после ряда незначительных фильмов, не привнесших в её карьеру ни славы, ни успеха, актриса переместилась на «MGM». Популярности она добилась в 1939 году после исполнения роли Мэйси в одноимённой комедии. Фильм имел значительный успех и в последующие годы были сняты ещё несколько картин о Мэйси, также с Энн Сотерн в главной роли. Вскоре и на радио появилась передачи про Мэйси, в озвучивании которой также принимала участие Энн Сотерн. Передача называлась «Приключения Мэйси» и транслировалась на радио «CBS» с 1945 по 1947 год, а позже и на другой радиоволне вплоть до 1953 года.
Актриса дважды была замужем. Её первым мужем был актёр Роджер Прайор, брак с которым продлился с 1936 по 1943 год. Менее чем через неделю после развода, она вышла замуж за актёра Роберта Стерлинга, от которого родила дочь Тишу Стерлинг, ставшую актрисой. Второй брак Энн Сотерн также закончился разводом в 1949 году.
Одним из самых известных фильмов с участием Сотерн конца 1940-х годов стала драма «Письмо трём жёнам», которая в 1949 году была удостоена «Оскара». Успех картины никак не повлиял на дальнейшую карьеру актрисы, и после ряда фильмов в 1950-х годах, Энн Сотерн переместилась на телевидение. В 1958 году она стала ведущей собственного телевизионного шоу, которое транслировалось до 1961 года. «Шоу Энн Сотерн» принесло ей номинацию на премию «Эмми», а также «Золотой глобус» за лучшее телевизионное шоу в 1959 году.
В 1960-х годах Энн Сотерн, прежде славившаяся своей красотой, набрала из-за гепатита избыточный вес и стала реже появляться на экране. Последний раз на киноэкранах актриса появилась в 1987 году в драме «Августовские киты», где сыграла роль Тишы Доти, подруги пожилых сестёр героинь Бетт Дейвис и Лиллиан Гиш. За эту роль, единственный раз за шестидесятилетнюю карьеру, Энн Сотерн была номинирована на «Оскар» как лучшая актриса второго плана, но в итоге премию ушла к Олимпии Дукакис.
Последние годы жизни Энн провела в городе Кетчум, штат Айдахо, где и умерла от паралича сердца 15 марта 2001 года в возрасте 92 лет.
За свой вклад в киноиндустрию Энн Сотерн удостоена звезды на голливудской «Аллее славы» на Вайн-стрит 1612, а за вклад в телевидение — на Вайн-стрит 1634.

## Избранная фильмография
| Год       |   | Русское название            | Оригинальное название     | Роль              |
| --------- | - | --------------------------- | ------------------------- | ----------------- |
| 1949      | ф | Письмо трём жёнам           | A Letter to Three Wives   | Рита Фиппс        |
| 1950      | ф | Тень на стене               | Shadow on the Wall        | Делл Фаринг       |
| 1953      | ф | Синяя гардения              | The Blue Gardenia         | Кристал Карпентер |
| 1953—1957 | с | Персональный секретарь      | Private Secretary         | Сьюзи Макнамара   |
| 1958—1961 | с | Шоу Энн Сотерн              | The Ann Sothern Show      | Кэти О’Коннор     |
| 1964      | ф | Самый достойный             | The Best Man              | Сью Эллен Гамадж  |
| 1964      | ф | Леди в клетке               | Lady in a Cage            | Сейд              |
| 1964      | с | Альфред Хичкок представляет | The Alfred Hitchcock Hour | Хелен Кокс        |
| 1965      | с | Шоу Люси                    | The Lucy Show             | Рози Харриган     |
| 1978      | ф | Маниту                      | The Manitou               | миссис Карманн    |
| 1987      | ф | Августовские киты           | The Whales of August      | Тиша Доти         |

## Награды и номинации
| Награда         | Год  | Категория                                      | Название работы        | Результат |
| --------------- | ---- | ---------------------------------------------- | ---------------------- | --------- |
| Оскар           | 1988 | Лучшая женская роль второго плана              | Августовские киты      | Номинация |
| Золотой глобус  | 1959 | Лучшее телевизионное шоу                       | Шоу Энн Сотерн         | Победа    |
| Золотой глобус  | 1965 | Лучшая женская роль второго плана в кинофильме | Самый достойный        | Номинация |
| Эмми            | 1955 | Лучшая женская роль в комедийном телесериале   | Персональный секретарь | Номинация |
| Эмми            | 1956 | Лучшая женская роль в комедийном телесериале   | Персональный секретарь | Номинация |
| Эмми            | 1957 | Лучшая женская роль в комедийном телесериале   | Персональный секретарь | Номинация |
| Эмми            | 1959 | Лучшая женская роль в комедийном телесериале   | Шоу Энн Сотерн         | Номинация |
| Независимый дух | 1988 | Лучшая женская роль второго плана              | Августовские киты      | Номинация |